# Slotskoncert
Slotskoncert(er), er et arrangement som på foranledning af  Danmarks Radio blev påbegyndt og afviklet i 1993 på Ledreborg Slot i slotshaven.
Senere er andre aktører begyndt at arrangere slotskoncerter på landsbasis.
Koncerterne afvikles oftest med kendte orkestre og kunstnere. 
Come2Live Slotskoncert er navnet på en række slotskoncerter, der startede i 2018 på Gram Slot. Slotskoncerterne har fokus på at skabe musikoplevelser i slotsparker på godser og slotte i  hele Danmark. Come2Live Slotskoncert forvandler slotshaverne til en koncertplads med madboder, VIP-område og scene med livemusik. Slotskoncerterne er også en unik mulighed for at opleve nogle private slotshaver, som ikke normalt er åbne for offentligheden.
Siden den første Come2Live Slotskoncert i 2018 på Gram Slot har slotskoncerterne være afviklet på en række forskellige slotte. I 2019 udvidede Come2Live Slotskoncert og afholdt Slotskoncerter på 3 slotte: Frijsenborg Slot, Ledreborg Slot og Hindsgavl Slot. I 2020 var slotskoncerterne aflyst grundet corona, men i 2021 vendte slotskoncerterne tilbage med en særlig corona-seating.
I 2022 har Come2Live Slotkoncert udvidet yderligere og kommer dermed rundt på 5 slotte og godser: Gram Slot, Lundsgaard Gods, Frijsenborg Slot, Ledreborg Slot og Gaardbogaard Gods.
Come2Live Slotskoncerterne har været fint besøgt at prominente danske artister som Tina Dickow, Jacob Dinesen, Mads Langer, Tim Christensen, Sanne Salomonsen, Carl Emil Petersen og Sko/Torp.
Come2Live Slotskoncerterne bliver arrangeret af eventbureauet Futurelive Arkiveret 20. maj 2022 hos  Wayback Machine der har base i Aarhus.

## Danske slotskoncerter
- Nyborg Slotskoncerter – koncert på Nyborg Slot
- Slotskoncerter på Koldinghus – koncert på Koldinghus
- Come2Live Slotskoncerter Arkiveret 4. juli 2022 hos  Wayback Machine

og andre.
| Musik | Spire Denne musikartikel er en spire som bør udbygges. Du er velkommen til at hjælpe Wikipedia ved at udvide den. |